# Тршћанска операција
Тршћанска операција је био војни подухват Југословенске армије с циљем ослобођења Трста и околине од немачких снага. Операција је трајала 29. априла до 2. маја 1945. године. Била је део операција Југословенске армије за коначно ослобођење Југославије.

## Припреме за ослобођење Трста
У току завршних операција Југословенске армије за ослобођење Југославије, Четврта југословенска армија кренула је у офанзиву 20. априла кроз Лику, Горски котар и Приморје и до 20. априла избила пред Ријеку, на Рјечину, којом је ишла стара југocловенско-италијанска граница. Споразумом између Генералштаба Југословенске армије и савезничке команде у Италији било је посебно предвиђено да ће југословенске трупе продором дуж приморског појаса настојати да привуку немачке снаге, како би олакшале надирање Савезника у Италију. Својим дејствовањем Четврта армија је дошла у сукоб са свим снагама које су Немци имали у Трсту и околини, међу њима и 97. корпус који је био у саставу Групе армија Ц. Врховни командант ЈА Јосип Броз Тито посебном је депешом од 27. априла наредио да се из састава 4. армије створи посебна група дивизија која ће надирати према Трсту, а да се Ријека, коју су Немци упорно бранили да би спречили упад у Истру, блокира другим снагама. Ради извршења тог задатака 4. армији је на располагање био стављен Девети корпус ЈА, који је дејствовао у позадини непријатеља, у Словеначком приморју.

## Ток операције
Дана 27. априла ујутру 4. армија ЈА прешла је у офанзиву, па су следећег дана ослобођени Илирска Бистрица и Св. Петер на Красу (данас Пивка), а на југу Опатија. Штаб 9. корпуса је упутио Команди града Трста, којој је био надређен, радио-депешу за почетак устанка. Увече 28. априла, 20. дивизија је формирала покретну групу, састављену од тенкова, моторизоване пешадије и артилерије, која се преко Диваче усмерила ка Трсту. Исте вечери је са руба Трновског гозда кренула у правцу Трста најпре Тридесета, а у другом ешалону следеће вечери 31. дивизија 9. корпуса. Док су се путом Ајдовшчина—Горица четничке колоне ужурбано повлачиле у правцу Соче, бригаде ЈА су се пребациле преко ње на Крас. Напад Друге бригаде 43. дивизије ЈА, убачене у непријатељску позадину, на упориште Ландол у подножју Наноса, продор 20. дивизије до Диваче и делова 29. дивизије до Постојне, као и долазак 30. дивизије на Крас, створили су панику у непријатељској позадини. Немачке јединице су се брзо прикупљале и повлачиле у Трст или према Сочи. Савезници су истог дана ушли у Милано и Венецију. У Трсту се за то време ширио устанак становништва. Раднички батаљони су разоружавали окупатора и његове сараднике и опкољавали њихове отпорне тачке. Немци су већ 27. априла формално предали власт италијанској профашистичкој Цивилној гарди, која је, међутим, донела проглас да квислиншке јединице задрже оружје и обезбеде јавне објекте. Са друге стране, Команда града Трста издала је наређење да се разоружају све јединице које су раније сарађивале са окупатором, чему се већина повиновала. Остали су се повукли према центру града под заштиту Немаца.
Увече 29. априла 30. дивизија се приближила Трсту на линију Репентабор—Дутовље, 31. дивизија се после пробоја преко Випавске долине налазила на линији Планина—Штањел—Ерзељ, док је 20. дивизија ослободила Дивачу. Следећег дана се 31. дивизија усмерила према доњем току Соче, а њена Седма бригада „Франце Прешерен” према Горици, док је Шкофјелошки партизански одред већ био у Солкану северно од ње. Код Трста је 30. дивизија напала упориште Опчине (итал. Opicina) и пресекла комуникације између Трста и Тржича. Истог дана, код Опчина, успоставила је додир са 20. дивизијом, која је ослободила Сежану. За то време, у Трсту су јединице Команде града прешле у општи напад и за два дана, до вечери 30. априла, када су бројале већ 15,000 људи, ослободиле град осим неколико објеката које су Немци упорно држали. Ноћу уочи 1. маја Деветнаеста бригада „Сречко Косовел” пробила се кроз непријатељске положаје у тршћанско предграђе Ројан и до јутра 1. маја стигла до железничке станице и пристаништа.

### Борбе за град
Првог маја, 20. дивизија је продужила напад на Трст. Штаб 10. бригаде, чије су јединице биле концентрисане према централном делу града, увидевши још претходног дана да би напад на непријатељска упоришта између места Опчине и Базовица изискивао доста времена и велике жртве, решио је да на фронту задржи само слабије делове, да јаком ватром и демонстративним нападима веже непријатеља, а да главнину упути у напад на сам град, између отпорних тачака Кал и Габров Хриб. Он је у том циљу формирао две колоне. Прва колона је имала задатак да заузме Универзитет, а затим да продужи напад према Војној болници и преко Трга Далмација избије на обалу у рејону Трг Слободе, Трг Абруци, с тим да делом снага нападне палату Суда. Друга колона је имала задатак да наступа према Народном парку и одатле да упути један део снага улицом Двадесетог септембра, а други део Улицом Батиста, с тим да такође одвоји један део снага за напад према палати Суда. Остатак снага имао је да избије у Улицу Кардучи и ухвати везу са деловима 8. бригаде и јединицама 9. дивизије. Овај план је потпуно успео. Трећи батаљон се још ноћу између 30. априла и 1. маја опустио преко Гвардијеле према Универзитету, где је после краће борбе савладао непријатељски отпор, а затим рано узору продужио према Војној болници, оставивши мање делове ради осигурања јужно од Скоркља, јер се непријатељ ту још држао на положајима. Овладавши Војном болницом, где је заробљено око 400 рањеника, и 60 официра, батаљон је наишао на врло јак отпор из палате Суда и из судског затвора, те му је, као ојачање, упућена једна тенковска чета. Први батаљон, који је надирао преко Скољете према Народном парку, обезбеђивао је правац од старе тврђаве Св. Јустин и контролисао заузете улице. На правцу напада 2. батаљона, од села Лоњер, непријатељ је пржао отпор на М. Каћаторе и у вили Револтела, која је доминирала овим делом града. Отпор на М. Каћаторе био је брзо савладан, док је код виле Револтела остављена једна чета ради блокирања овог упоришта, а батаљон је продужио наступање преко Универзитета за Конконел. Осма бригада је такође са 1. и 3. батаљоном, преко коте 405 и Гвардијеле, продужила напад на Трст. Њен 1. батаљон је уз врло јак отпор непријатеља успео да до 9 часова овлада центром града, блокирајући упориште Св. Јустин које је непријатељ упорно бранио. Трећи батаљон је преко села Лоњер и кроз предграђе Роцол упао у град са задатком да ухвати везу десно са јединицама 10. бригаде, а лево са јединицама 9. дивизије. Овај батаљон је водио нарочито жестоке борбе око касарне „Еторе Емути”, коју је заузео око 18 часова, а затим је продужио борбу према средишту града, заузимајући местимично кућу по кућу. Кад је приспео на Трг Гарибалди, овај батаљон је дочекала словеначко-италијанска добровољачка милиција, која је заједно са 1. батаљоном већ учествовала у борби код упоришта Св. Јустин. У садејству са добровољачком милицијом, којој се становништво Трста све више и више прикључивало, батаљон је продужио надирање према обали. Савладавши жесток отпор у Улици Сан Микеле и у Улици Фонтана, он је избио на Берсаљерски моло, где је присилио неколико моторних чамаца са немачким војницима да се врате у луку. Затим је продужио напредовање обалом Рива Мондакио према пристаништу и магацинима у Слободној луци, где је после једночасовне борбе савладао непријатељски отпор и очистио од непријатеља утврђене зграде и железничку станицу на обали. Једанаеста бригада 26. дивизије (без 3. батаљона, који је остао на ријечком фронту) извршила је у зору покрет из села Фамље до предграђа Катинара, са задатком да преко Монтебела избије код бродоградилишта на морску обалу. Њен 4. батаљон се спустио у град и дуж железничке пруге избио до касарни Монтебело, где је наишао на врло јак отпор, који је после жестоких борби савладао око 19 часова. У 18 часова је био убачен у град и 1. батаљон, са задатком да преко Улице Фиума избије на обалу.
Напад са јужне стране Трста вршиле су јединице 9. дивизије. Трећа бригада се пре подне задржала на положајима достигнутим претходног дана, чекајући док не пристигну и остале јединице. По доласку 4 бригаде, дивизијске артиљерије и 3. бригаде 43. дивизије, која је добила задатак да ослободи полуострво Миље, јединице 9 дивизије су кренуле у напад на утврђене положаје на линију Монте д'Оро, Свети Рок, који су затварали прилазе граду. После двочасовне борбе 3. бригада је заузела отпорну тачку на коти 158, па се заједно са 4. бригадом до сумрака пробила у град (4 бригада ка центру, правцем Св. Марија Магдалена—Хиподром, а 3. бригада у више колона уз обалу до гробља Свете Ане). У даљем наступању 3. бригада је наишла на јак отпор око игралишта С. Саба и у фабрици „Елба”, коју је непријатељ упорно бранио. Упркос јаком и енергичном нападу, она овог дана, није успела да заузме ово упориште.
Другог маја су 8. и 10. бригада 20. дивизије кршиле последњи отпор непријатеља у Трсту, у упориштима: палата Суда, тврђава Св. Јустин, вила Револтела и Конконељ. Борбе су вођене цео дан. За време ових борби, после подне, у Трст су обалским путем преко Мирамара ушли делови 2. новозеландске дивизије и кренули према луци и тврђави Св. Јустин. У моменту када су Немци у палати Суда, у 16 часова, истакли белу заставу ради предаје, појавило се 7—8 британских тенкова, те је посада продужила борбу у намери да се преда енглеским трупама. Због тога је 10 бригада, уз подршку јаке тенковске и пешадиске ватре, продужила напад и око 17 часова продрла у зграду. Део посаде који није уништен повукао се у подруме, где је давао отпор до 19,30 часова, када се предао. Убрзо затим је заузета и вила Револтела. Посада упоришта Св. Јустин, које је нападала 8 бригада са деловима 3. и 4. бригаде 9. дивизије, предала се енглеским снагама у 17 часова. Наиме, у 12 часова су поведени преговори за предају овог упоришта, који су успешно завршени, с тим да се непријатељ преда југословенским јединицама у 17 часова. У то време су до тог упоришта стигле новозеландске јединице, продревши са тенковима до самог улаза у тврђаву. Савезнички официри, без споразума са нама, ушли су у тврђаву, те се посада од око 150 људи предала њима. Упориште Конконељ пало је у наше руке ноћу 2/3. маја. Једанаеста бригада 26. дивизије ступила је рано изјутра у додир са непријатељем код бродоградилишта Сан Марко, и у непрекидним борбама до 18 часова очистила од непријатеља овај простор, заузевши лучке магацине. Девета дивизија, пошто је у току ноћи извршила сређивање и попуну муницијом, продужила је надирање у град. Њена 3. бригада је рано изјутра, подржана ватром противтенковских топова и тешких бацача, кренула поново у напад на фабрику „Елба” и након жестоке борбе, око 9 часова, присилила непријатеља на предају. По заузећу фабрике, она је продужила напредовање кроз град и на обали Мандрокио дошла у везу са 11. бригадом 26. дивизије, док је један њен део око 11 часова избио до упоришта Св. Јустин, где се придружио јединицама које су блокирале ово упориште. У надирању кроз град, јединице 3. бригаде морале су местимично да савлађују отпор мањих непријатељских група из појединих утврђених кућа. Најјачи отпор је пружила група од 250 есесоваца у згради транспортног предузећа „Белтроме”, која се предала тек у 17 часова. Десно од 3. бригаде је надирала 4. бригада, која је делом снага помагала напад 3. бригаде на фабрику „Елба”, док је другим делом продрла до железничке станице Св. Ана и у садејству са деловима 8. бригаде 20. дивизије овладала станицом и околним висовима. У даљем надирању, чистећи поједине зграде од мањих непријатељских група, ове снаге 4. бригаде су око 11 часова заједно са деловима 3. бригаде избиле до тврђаве Св. Јустин и учествовале у нападу на то упориште.
У борбама у Трсту, поред словеначко-италијанске добровољачке милиције, јединице ЈА је помагало и наоружано грађанство. Њихово залагање је умногоме допринело да град на крају дана буде очишћен од непријатеља.

### Ослобођење околних места
Првог маја су снаге Југословенске армије ослободиле Тржич, Горицу, Постојну и, дејством батаљона Оперативног штаба за западну Словенију, Чедад (итал. Cividale) у Бенешкој Словенији, чиме је била слободна сва словеначка етничка територија, сем Горишких Брда, где су се неко време још задржали четници. Истог дана, између села Заград об Сочи и Ронки дошло је до сусрета батаљона Треће бригаде „Иван Градник” и претходнице новозеландске 2. дивизије британске 8. армије, која је следећег дана, 2. маја око 14 часова, ушла у већ ослобођени Трст. Последње групе непријатеља уништене су истог дана, а 3. маја и најјаче упориште у Опчинама код Трста, где се у 18 часова предало преко 3.000 непријатељских војника и официра. Истог дана били су ослобођени Пула и Пазин, а немачки 97. корпус се предао 7. маја са 16.000 људи.